# St. Spiritus (Havelberg)

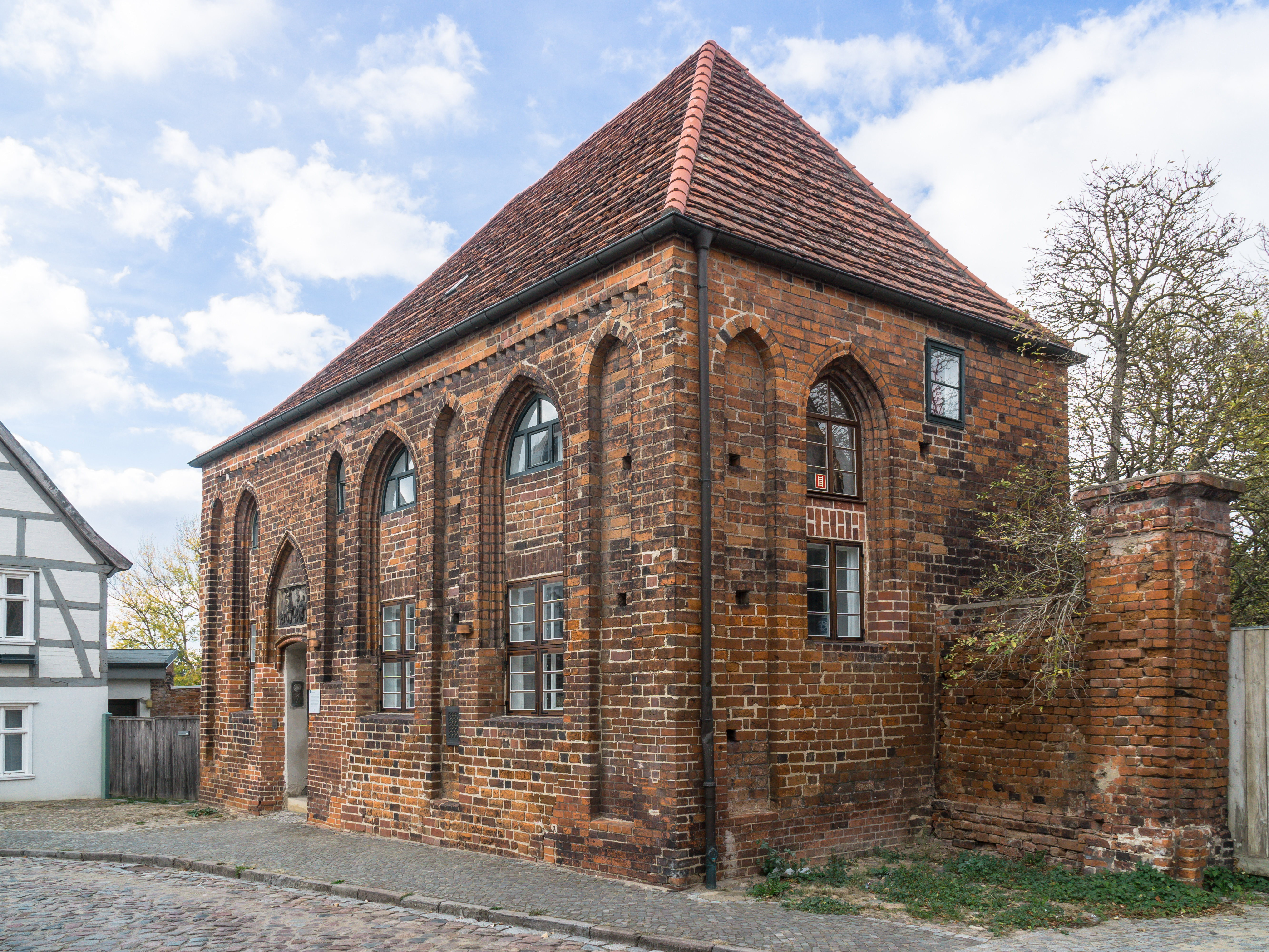
St. Spiritus Havelberg

St. Spiritus ist ein spätgotischer Sakralbau in Havelberg. Er war Hospitalkapelle und Beginenhaus.

## Lage
Die ehemalige Hospitalkapelle befindet sich am südlichen Rand der Stadtinsel von Havelberg. Im Mittelalter lag sie unmittelbar vor der Stadtmauer am Sandauer Tor.

## Geschichte
1397 (oder 1390) stifteten Thidericus Kremer (Kirmer?) und seine Frau Elysabeth den Altar St. Spiritus und St. Andreas für die neu errichtete Hospitalkapelle in Havelberg. Dieses ist die einzige erhaltene historische Nachricht über die Geschichte des Hospitals und der Kapelle. Das Hospital diente als Aufnahmeort für Kranke und wahrscheinlich auch Arme und Reisende, wie andere Heilig-Geist-Hospitäler in dieser Zeit. Es ist unbekannt, ob es zu dieser Zeit von Beginen betrieben wurde.
Im 16. Jahrhundert oder später wurde die Kapelle profaniert und zu einem zweistöckigen Wohnhaus umgebaut (möglicherweise um 1558 für die Bewohnerinnen des Alten Dom-Beguinen-Hauses?).
Aus dem Jahr 1841 ist die nächste Nachricht über das Gebäude bekannt. Zu dieser Zeit befanden sich im Obergeschoss sechs separate kleine Zimmer, von denen vier von Bürgerwitwen bewohnt wurden und zwei als Gästezimmer dienten. Im Erdgeschoss gab es einen großen beheizbaren Raum, im Treppenbereich befanden sich die Küche und eine Kammer. Danach gab es einige kleinere Umbauten und Ausbesserungen. 1952 zogen die letzten Bewohnerinnen aus. Seit 1960 wurde das Gebäude von einer Statistikbehörde genutzt. Seit 1993 beherbergte es das Fremdenverkehrsamt der Stadt Havelberg. Seit 2000 ist es in privatem Besitz.

## Baubeschreibung

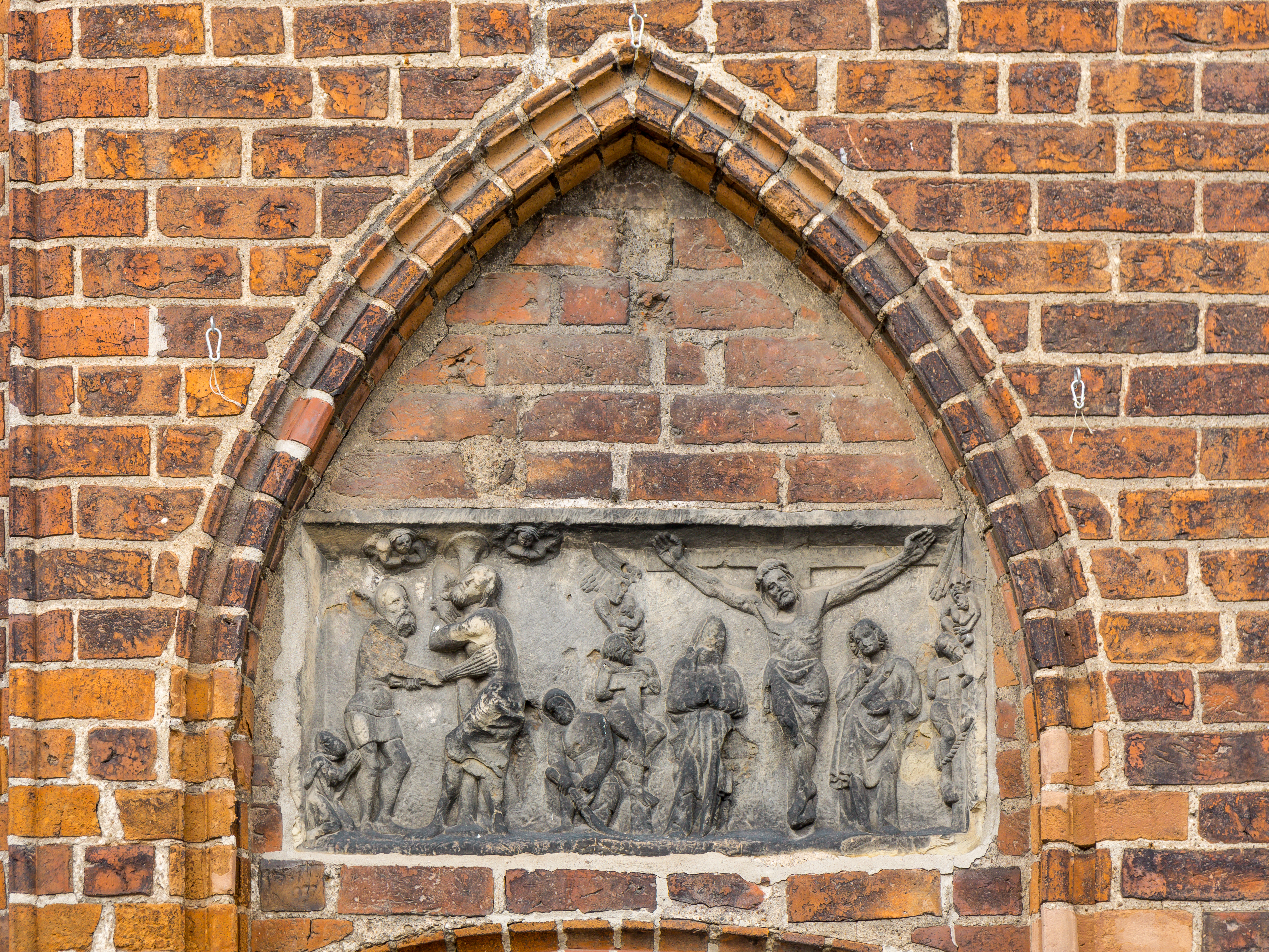
Relief über dem Eingangsportal

Die ehemalige  Hospitalkapelle ist ein rechteckiger Backsteinbau, der offenbar aus der Zeit um 1390 stammt. An der Straßenseite sind hohe gotische Fenster und spitzbogige Blenden erhalten. Über dem Eingangsportal befindet sich ein Sandsteinrelief aus der Erbauungszeit mit der Darstellung der Verspottung und Kreuzigung Christi.
Im Inneren gibt es zwei Stockwerke. Von der mittelalterlichen Ausstattung ist nichts erhalten.